# Noctua nivea
Noctua nivea là một loài bướm đêm trong họ Noctuidae.